# Montefalcone nel Sannio
Montefalcone nel Sannio – miejscowość i gmina we Włoszech, w regionie Molise, w prowincji Campobasso.
Według danych na rok 2004 gminę zamieszkiwało 1865 osób, 58,3 os./km².